# Halina Rubinsztein-Dunlop
Halina Rubinsztein-Dunlop (n. 1950), es una profesora y física polaco-australiana que trabaja en la Universidad de Queensland y es oficial de la Orden de Australia. Ha liderado investigaciones pioneras en óptica atómica, micro-manipulación con láser usando pinzas ópticas, espectroscopia de ionización mejorada por láser, biofísica y física cuántica.

## Biografía

### Primeros años
Halina Rubinsztein (más tarde Rubinsztein-Dunlop) nació en Polonia.  Ella emigró a Suecia donde obtuvo su B.Sc. y Ph.D. por la Universidad de Gotemburgo en 1978, teniendo como título de su tesis Investigaciones de resonancia magnética de haz atómico de elementos refractarios y estados metaestables de plomo. Rubinsztein-Dunlop fue animada a sentir curiosidad por el mundo por su madre, también física, tal como indicó en una entrevista para SPIE: "ella me enseñó a persistir, a ser inquisitiva y a querer entender, y también, y creo que esto es lo importante, me mostró que las mujeres pueden hacerlo. Fue contagioso ". Se mudó a Australia en 1989, poco después de su matrimonio con el ingeniero Gordon Dunlop.

### Carrera
Después de mudarse a Australia en 1989, Rubinsztein-Dunlop se unió al Departamento de Física en la Universidad de Queensland, donde formó un Grupo de investigación en física láser. En 1995, ayudó a establecer un programa de Ciencia en Acción que se usó para la divulgación en programas educativos para escuelas.
Rubinsztein-Dunlop fue nombrada profesora de física en el año 2000. Ocupó el cargo de jefa del departamento de física, así como jefa de la Escuela de Matemáticas y Física de la Universidad de Queensland de 2006-2013. Ella es la Directora del Laboratorio de Ciencia Cuántica y dirige uno de los programas científicos del Centro de Excelencia para Sistemas Cuantificados de Ingeniería del Australian Research Council. En 2011, fue editora invitada del Journal of Optics en un número especial sobre pinzas ópticas, publicado por el Instituto de Física.
En 2016, Rubinsztein-Dunlop se convirtió en miembro de la Academia de Ciencias de Australia. Fue nombrada Oficial de la Orden de Australia (AO) en la Lista de Honores de Cumpleaños de la Reina en el 2018, esto por su "servicio distinguido a la física láser y la nano-óptica como investigadora, mentora y académica, para la promoción de programas educativos, y a las mujeres en la ciencia ".
Durante la conferencia científica internacional SPIE de 2018, el programa de captura óptica y micromanipulación óptica XV celebró una sesión especial en honor a Halina Rubinsztein-Dunlop.
Se le otorgó un Premio Eureka al Museo Australiano al equipo de Física Óptica en Neurociencia de la Universidad de Queensland, junto a Ethan Scott e Itia Favre-Bulle por su estudio del cerebro y cómo detecta la gravedad y el movimiento. El título completo del premio es el Premio Eureka UNSW 2018 a la Excelencia en Investigación Científica Interdisciplinaria.

## Investigaciones
Rubinsztein-Dunlop realiza una investigación que aprovecha el poder de la óptica y los láseres para explorar los fenómenos cuánticos y biológicos. Ha publicado más de 200 trabajos en revistas y libros, y también ha aparecido en radio y televisión. Rubinsztein-Dunlop se considera un originadora de la espectroscopia de ionización mejorada por láser.

### Óptica cuántica
Aunque su Ph.D. involucro el observar de la estructura hiperfina de los átomos, ella señala que su investigación "no [usaba] lo más diminuto de lo más pequeño [...] Nunca trabajé con quarks o gluones [...]". Sin embargo, estaba fascinada por poder observar la naturaleza a un nivel pequeño utilizando la luz.  Su equipo demostró con éxito la tunelización dinámica en un condensado de Bose Einstein (BEC) utilizando una onda estacionaria modulada. También ha observado túneles dinámicos en sistemas caóticos cuánticos. En 2016, junto con Tyler Neely y Guillaume Gauthier, imprimieron imágenes de Einstein y el físico indio Satyendra Nath Bose en un fluido microscópico súper frío, demostrando un estado de física predicho por Einstein y Bose en 1925 pero el primero en lograrlo, en 1995. La imagen es de aproximadamente 0,1 mm por 0,1 mm de tamaño pero con una superficie 100 mil millones de veces más fría que el espacio interestelar.

### Micro-manipulación óptica
La investigación de Rubinsztein-Dunlop en micro-manipulación con láser involucra el uso de pinzas ópticas para atrapar objetos en tres dimensiones y ejercer fuerzas ópticas sobre ellos. Como ella explica con sus propias palabras, "las pinzas ópticas actúan como nuestras pinzas normales, pero en lugar de usar pinzas mecánicas, solo estás usando una luz láser que está muy enfocada: agarras algo y le aplicas fuerza para moverlo. es que es un método cuantitativo: puede evaluar qué tan lejos se mueve una entidad y qué tipo de fuerza está aplicando, por lo que puede comenzar a interrogar sistemas biológicos complejos o de estado sólido de una manera muy precisa ".

### Biofísica
Rubinsztein-Dunlop también realiza trabajos en el campo de la biofísica, en particular un estudio sobre el vértigo y la comprensión del sistema de equilibrio del cuerpo. En el corazón de esta investigación están los otolitos que son pequeñas piedras en los oídos. Al manipular los otolitos en el pez cebra y moverlos, se observaron reacciones como la forma en que "el pez mueve su cola para tratar de compensar la interacción con su sistema de equilibrio". El Premio Eureka a la Excelencia en Investigación Científica Interdisciplinaria de la UNSW 2018 se otorgó a Rubinsztein-Dunlop y al equipo de Física Óptica en Neurociencia de la Universidad de Queensland, gracias a una investigación que utiliza trampas ópticas y nuevos microscopios que muestran cómo funcionan los circuitos cerebrales para procesar el movimiento junto con otros sentidos. También ha realizado investigaciones utilizando la micro-manipulación con láser para examinar los glóbulos rojos para ver cuánto tiempo se puede almacenar la sangre antes de usarla de manera segura; cuanto más antigua es la célula, más probable es que cambie la elasticidad. Rubinsztein-Dunlop usa pinzas ópticas para agarrar la célula sanguínea en ambos extremos y luego estira la célula desde un extremo mientras que la otra se fija para medir cuánto se puede estirar.

## Reconocimiento
- Conferencista de AIP en Mujeres en Física (2003).[21]
- Miembro de SPIE, la Sociedad Internacional para la óptica y la fotónica.[22]
- Miembro de OSA.[23]
- Miembro de la Academia Australiana de Ciencias (2016).[3]
- Orden de Australia (2018).[2][11]
- Premio Eureka de la UNSW a la excelencia en investigación científica interdisciplinaria (2018).

## Membresías
- Miembro del Consejo Asesor Científico de NTT Basic Research Laboratories, Japón.[24]
- Miembro del Consejo Editorial del Journal of Biophotonics.[25]
- Miembro del Consejo Asesor del Beckmann Laser Institute.[26]
- Funciones en SPIE : Junta Directiva, Comité Ad Hoc de Diversidad e Inclusión, Comité de Compañeros, Comité de Publicaciones, Comité de Planificación Estratégica, Comité de Simposios, Presidente del Simposio, Comité del Programa de la Conferencia, Presidente de la Conferencia, Comité del Simposio.[22]